# 투에 보조정리
수론에서 투에 보조정리(-補助定理, 영어: Thue's lemma)는 일차 합동 방정식이 다소 작은 해를 가질 충분 조건을 제시하는 정리이다. 비둘기집 원리의 수론에서의 한 가지 응용이다. 페르마 두 제곱수 정리의 증명에 사용된다.

## 정의
양의 정수 {\displaystyle n}이 정수 {\displaystyle a}와 서로소라고 하자. 투에 보조정리에 따르면, 다음을 만족시키는 정수 {\displaystyle x,y}가 존재한다.:264-265
- {\displaystyle 0<|x|,|y|\leq {\sqrt {n}}}
- {\displaystyle ax\equiv y{\pmod {n}}}

혹자:43는 다음과 같은 명제를 투에 보조정리로 삼는다. 정수 {\displaystyle n,a,x^{*},y^{*}}가 {\displaystyle 0<y^{*}\leq n<x^{*}y^{*}}라고 하자. 그렇다면, 다음을 만족시키는 정수 {\displaystyle x,y}가 존재한다.
- {\displaystyle 0<|x|<x^{*}}
- {\displaystyle 0<|y|<y^{*}}
- {\displaystyle ax\equiv y{\pmod {p}}}

## 증명
다음과 같은 집합을 생각하자.:264-265
{\displaystyle \{ax-y\colon 0\leq x,y\leq \lfloor {\sqrt {n}}\rfloor ,\;x,y\in \mathbb {Z} \}}
0과 {\displaystyle \lfloor {\sqrt {n}}\rfloor } 사이의 두 정수의 쌍은 {\displaystyle (\lfloor {\sqrt {n}}\rfloor +1)^{2}}개이며, {\displaystyle (\lfloor {\sqrt {n}}\rfloor +1)^{2}>n}이므로, 다음과 같은 정수 {\displaystyle 0\leq x',y',x'',y''\leq \lfloor {\sqrt {n}}\rfloor }가 존재한다.
{\displaystyle (x',y')\neq (x'',y'')}
{\displaystyle ax'-y'\equiv ax''-y''{\pmod {n}}}
즉, {\displaystyle x=x'-x''}, {\displaystyle y=y'-y''}라고 하면, 다음이 성립한다.
{\displaystyle 0\leq |x|,|y|\leq {\sqrt {n}}}
{\displaystyle ax\equiv y{\pmod {n}}}
만약 {\displaystyle x=0}이거나 {\displaystyle y=0}이라면, 위와 같은 합동과 {\displaystyle a,n}의 서로소에 따라 {\displaystyle x=y=0}이다. 이는 {\displaystyle (x',y')\neq (x'',y'')}에 모순이다. 따라서, {\displaystyle |x|,|y|>0}이다.

## 역사
노르웨이의 수학자 악셀 투에가 처음 증명하였다.

## 같이 보기
- 파데 근사

## 참고 문헌
- 오정환, 이준복, 《정수론》, 2003